# Sholem Aleichem
Sholem Aleichem (in ebraico שלום־עליכם‎?; in ucraino Шолом-Алейхем?, Šolom-Alejchem), pseudonimo di Solomon Naumovič Rabinovič (in russo Соломон Наумович Рабинович?; Poltava, 2 marzo 1859 – New York, 13 maggio 1916), è stato uno scrittore e drammaturgo ucraino di origine ebraico-russe, fu uno dei padri fondatori della letteratura moderna in lingua yiddish.
Sholem Aleichem si impegnò a promuovere gli scrittori in lingua yiddish e fu il primo a scrivere libri per bambini in quella lingua. Temi centrali delle sue opere sono la vita delle comunità ebraiche nei piccoli centri dell'Europa dell'est (shtetl) e nelle metropoli degli Stati Uniti.
Le sue opere sono state tradotte in molte lingue. Il musical del 1964 Il violinista sul tetto, tratto dalle sue storie che hanno come protagonista Tevye il lattaio, è stata la prima pièce in lingua inglese sulla vita degli ebrei in Europa Orientale ad avere un grande successo commerciale.
La frase ebraica שלום עליכם (shalom aleichem) significa letteralmente "che la pace sia su di te!" ed è un saluto nella tradizione ebraica e yiddish.

## Primi anni
Il suo nome era Solomon Naumovich Rabinovich (varianti: Sholom, Shulem, Rabinovitz, Rabinovitsh ecc.) (in russo Шо́лем Нау́мович Рабино́вич?, ed era nato da una famiglia di commercianti di legname della classe media, figlio di Menachem-Nukhem e Khaye-Ester Rabinovitsh a Poltava, a est di Kiev, nell'Impero russo.  Rabinovitz trascorse un'infanzia felice a Voronkov, il cui piccolo borgo d'infanzia influenzò l'immagine letteraria di Kasrilevke nei suoi successivi racconti sullo shtetl. Tuttavia, la morte prematura della madre Esther e la perdita del capitale della famiglia, misero fine alla sua felicità infantile.
Dopo un breve soggiorno con i suoi nonni a Bohuslav, tornò a vivere con il padre e la matrigna. Sebbene la famiglia avesse un background chassidico e Rabinovitz avesse ricevuto un'educazione tradizionale ebraica, il padre Nokhem fu influenzato alle idee dell'Haskalah e incoraggiò dunque il figlio a imparare il russo e a leggere la letteratura europea. Non sorprende dunque che esista una produzione giovanile letteraria di Sholem Aleichem in lingua russa e in lingua ebraica. In ebraico redasse un romanzo Figlia di Sion andato perduto:  la matrigna lo sorprese a scriverla di notte - l'unico momento in cui poteva scrivere, dopo la scuola e le faccende domestiche - e gli fece una scenata, lamentando lo spreco di cherosene. Poco dopo, sempre all'età di quindici anni, ispirato dal romanzo Robinson Crusoe, compose una versione ebraica omonima, anch'essa andata perduta. Tuttavia, ben presto Rabinovitz decise di passare alla lingua yiddish, che prima aveva adoperato in modo "accidentale". Fu così che redasse la sua prima novella yiddish, Tsvey shteyner [Due lapidi] e decise di adottare lo pseudonimo comico di Sholem Aleichem, derivante da un saluto comune che significa "la pace sia con te" o, nella versione colloquiale, "ciao, come stai".
Dopo aver completato con ottimi voti gli studi nella locale scuola di Poltava, nel 1876 andò via di casa per cercare lavoro. Per tre anni Sholem Aleichem fu l'insegnante di Olga (Golde) Loev, figlia di un ricco proprietario terriero. Il 12 maggio 1883 Olga sposò Sholem Aleichem contro la volontà di suo padre. Nel corso degli anni ebbero sei figli, tra i quali il pittore Norman Raeben; e la scrittrice yiddish Lyalya (Lili) Kaufman. La figlia di Lyalya, Bel Kaufman, scrisse il romanzo Su per la discesa, da cui nel 1967 fu tratto un film di successo.

## La carriera di scrittore

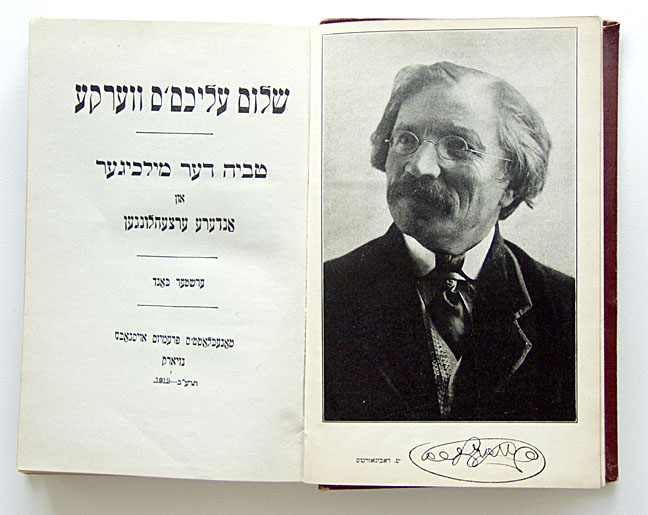
Frontespizio di uno dei volumi delle opere di Sholem Aleichem, con il ritratto e la firma dell'autore

All'inizio Sholem Aleichem scriveva in russo e in ebraico. Dal 1883 in poi produsse più di quaranta volumi in yiddish e nel 1890 era diventato una figura centrale nella letteratura yiddish. La maggior parte della letteratura destinata agli ebrei russi a quel tempo era in ebraico, la lingua sacra usata dagli ebrei istruiti. Sholem Aleichem scriveva in yiddish, la lingua vernacolare spesso chiamata, in senso dispregiativo, "gergo" (zhargon), ma che era accessibile a quasi tutti gli ebrei colti dell'Europa Orientale.
Oltre alla sua prodigiosa produzione di letteratura yiddish, Sholem Aleichem usava anche il suo patrimonio personale per incoraggiare altri scrittori yiddish. Nel 1888-1889 pubblicò due numeri di un almanacco, Di Yidishe Folksbibliotek ("La biblioteca popolare yiddish"), che fece conoscere molti giovani scrittori yiddish. Nel 1890 Sholem Aleichem perse tutto il suo patrimonio in una speculazione di borsa e non poté permettersi di stampare il terzo numero dell'almanacco, che era già pronto ma non fu mai dato alle stampe. Negli anni seguenti, mentre continuava a scrivere in yiddish, scriveva anche in russo per un giornale di Odessa e per il periodico Voskhod, la principale pubblicazione ebreo-russa di quel tempo, e anche in ebraico per Ha-melitz e per un'antologia edita da Y.H. Ravnitzky. In questo periodo Sholem Aleichem contrasse per la prima volta la tubercolosi.

## Emigrazione
Dopo il 1891, Sholem Aleichem visse a Odessa e poi a Kiev. Nell'agosto del 1904, pubblicò Hilf: a Zaml-Bukh fir Literatur un Kunst ("Aiuto: Un'antologia per la Letteratura e l'Arte") e tradusse lui stesso tre storie inviate da Tolstoj (Sardanapalo re d'Assiria; Lavoro, morte e malattia; Tre domande), e anche i contributi di altri importanti scrittori russi, tra cui Chekhov, a sostegno delle vittime del pogrom di Kishinev. Nel 1905 lasciò la Russia con una certa riluttanza, costretto dalle ondate di pogrom che colpirono tutta la Russia meridionale. All'inizio visse a New York City, ma lì non riuscì a farsi strada nel mondo del teatro yiddish. Nel frattempo, la sua famiglia si era stabilita a Ginevra, in Svizzera. Sholem Aleichem presto scoprì che il suo reddito era troppo limitato per mantenere due case e partì per Ginevra. Nonostante la sua grande popolarità, le sue opere non generavano grandi entrate ed egli fu costretto ad un estenuante programma di viaggi per procurarsi il denaro necessario per mantenere se stesso e la sua famiglia.
Nel luglio del 1908, durante un giro di conferenze in Russia, ebbe un collasso sul treno nei pressi di Baranoviči. Gli fu diagnosticata una ricaduta di tubercolosi emorragica acuta e trascorse due mesi in convalescenza nell'ospedale della città. In seguito Sholem Aleichem descrisse l'incidente come "incontro con sua maestà, l'Angelo della Morte, faccia a faccia" e affermò che fu quell'incidente a spingerlo a scrivere la sua autobiografia, Funem yarid [Dalla fiera]. Durante la convalescenza, Sholem Aleichem non poté partecipare alla Prima Conferenza della Lingua Yiddish, che si svolse nel 1908 a Černivci; il suo collega e amico, l'attivista yiddish Nathan Birnbaum, andò al suo posto. Sholem Aleichem trascorse i quattro anni seguenti vivendo come un semi-invalido; solo dopo aver recuperato un po' di salute tornò a scrivere regolarmente. In questo periodo la famiglia fu sostenuta economicamente dalle generose donazioni di amici e ammiratori.

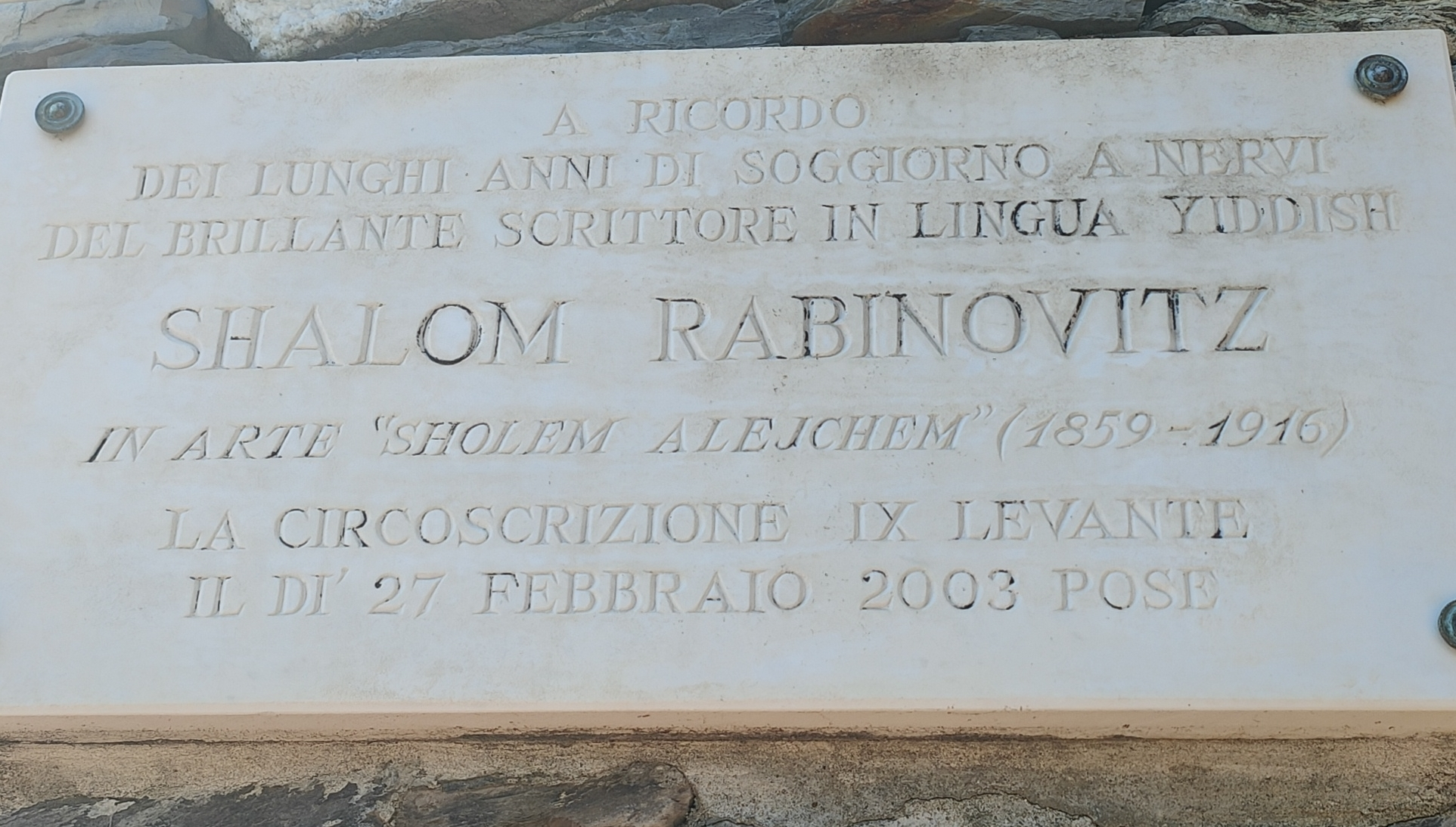
Targa posta dal 2003 sulla passeggiata Anita Garibaldi a ricordo del soggiorno nerviese dello scrittore

Con la sua famiglia soggiornò anche diversi mesi nel 1910 a Nervi. A testimonianza di questo è stata posta una lapide sulla passeggiata Anita Garibaldi
Nel 1914 la maggior parte della sua famiglia emigrò negli Stati Uniti e si stabilì a New York. A quell'epoca il figlio Misha era malato di tubercolosi e perciò non poteva entrare in America secondo le leggi di immigrazione degli Stati Uniti. Misha rimase in Svizzera con sua sorella Emma e morì nel 1915, un evento che provocò a Sholem Aleichem una profonda depressione.

## Morte
Sholem Aleichem morì a New York nel 1916, all'età di 57 anni, mentre stava ancora lavorando al suo ultimo romanzo, Motl il figlio del cantore Peyse e fu sepolto nel cimitero di Mount Carmel, nel Queens. Il suo funerale fu uno dei più partecipati nella storia di New York, con circa 100.000 presenti. Il giorno seguente il suo testamento fu pubblicato sul New York Times e fu letto al Congresso degli Stati Uniti d'America.
Il testamento conteneva istruzioni dettagliate impartite alla sua famiglia e ai suoi amici, relativamente al funerale e a come Sholem Aleichem voleva essere commemorato e ricordato nel suo annuale yortsayt (anniversario della morte). Disse ai suoi amici e familiari di riunirsi, "leggere il mio testamento e scegliere anche una delle mie storie, una di quelle molto felici, e recitarla nella lingua che comprendete meglio". "Fate che il mio nome sia ricordato con il riso", aggiungeva, "o non ricordatelo affatto". Le riunioni continuano ancora oggi e negli ultimi anni sono state aperte al pubblico.

## Edizioni italiane

### Romanzi
- La storia di Tewje il lattivendolo, traduzione di Lina Lattes, Formiggini, 1928. - Collana UEF, Milano, Feltrinelli, 1982; Prefazione di Gad Lerner, Milano, Feltrinelli, 2000; col titolo Tewje il lattaio, Torino, Bollati Boringhieri, 2020.
- Daniela Leoni (a cura di), Menachem Mendel, Genova, Marietti, 1985.
- Marienbad, traduzione di Alfredo Polledro e R. Polledro, Formiggini, 1918. - Bietti 1963; Milano, TEA, 1989.
- Curt Leviant (a cura di), Tornando dalla fiera, Collana Impronte n.47, Milano, Feltrinelli, 1987.
- Anna Linda Callow (a cura di), Un consiglio avveduto, traduzione di Franco Bezza, Haim Burstin e Anna Linda Callow, Milano, Adelphi, 2003.
- Storie di uomini e animali, traduzione di Franco Bezza, Haim Burstin e Anna Linda Callow, Milano, Adelphi, 2007.
- Che fortuna essere orfano! Un bambino ebreo dai pogrom all'America, traduzione di Ettore Bianciardi, Stampa Alternativa, 2010.
- Stefania Ragaù (a cura di), Tredici Robinson, Roma, Edizioni di storia e letteratura, 2023.

### Racconti
- Kasrilevke, traduzione di Delfo Ceni, Milano, Bompiani, 1962.
- Guido Lopez (a cura di), Racconti della Shtetl. Scene di vita ebraica in un'Europa scomparsa, traduzione di Delfo Ceni, Milano, Bompiani, 1982.
- Daniela Leoni (a cura di), Racconti ferroviari, Roma, Theoria, 1994. - col titolo Stazione di Baranovitch. Tre racconti ferroviari, EDB, 2017.
- S. Guastalla (a cura di), Cantico dei cantici. Storia di un amore giovanile, traduzione di S. Sohn e B. Mella, Belforte Salomone, 2004.
- Cantico dei Cantici. Un amore di gioventù in quattro parti, traduzione di Anna Linda Callow e Claudia Rosenzweig, Milano, Adelphi, 2004.
- Anna Linda Callow (a cura di), Buon anno!, Milano, Garzanti, 2020.
- Panico nello shtetl. Racconti di Kasrilevke, traduzione di Giulio Schiavoni, Bollati Boringhieri, 2021.